# Juan Antonio González Fernández
Juan Antonio González Fernández (Palma de Mallorca, 27 de abril de 1987), más conocido como Juanan, es un futbolista español que juega en la demarcación de defensa para el Hyderabad FC de la Superliga de India.

## Trayectoria
Nacido en Palma, Mallorca, Juanan se formó en las categorías inferiores del RCD Mallorca y con 18 años firmó con el Deportivo de La Coruña en el verano de 2007, en el que jugó durante dos temporadas en el Real Club Deportivo Fabril de tercera división. Llegó a debutar con el Deportivo de La Coruña en un encuentro que jugó 21 minutos de la Copa de la UEFA contra el Aalborg Boldspilklub, sustituyendo a Filipe Luís en una derrota por 1-3 en casa el 26 de febrero de 2009.
Después de rescindir su contrato con los gallegos firmó con el Real Madrid Castilla Club de Fútbol en el que jugaría 52 partidos en dos temporadas en Segunda División B. A finales de junio de 2011, se marchó a Alemania para firmar con el Fortuna Düsseldorf.
Juanan hizo su debut oficial con el Fortuna Düsseldorf el 24 de julio de 2011, jugando tres minutos en un empate 1-1 en la segunda división ante el SC Paderborn 07. 
Marcó su primer gol el 16 de septiembre en una victoria por 4-2 ante el FC Erzgebirge Aue , y en la temporada siguiente jugaría 19 partidos en su regreso a la Bundesliga después de 15 años de ausencia.
En las siguientes temporadas, Juanan jugaría en las filas del Újpest húngaro, Recreativo de Huelva y CD Leganés. 
El 3 de febrero de 2016 firmó con el Rayo OKC de la North American Soccer League, siendo liberado de su contrato el 11 de julio de 2016. 
El 8 de agosto de 2016, Juanan firmaría con el Bengaluru FC que era campeón de la Superliga de India con un contrato de un año y que iría prorrogando durante varias temporadas siguientes. El 3 de marzo de 2018, el jugador extendió su contrato hasta 2020.
En marzo de 2019, el Bengaluru FC se convirtió en campeón de la Superliga de India.
En julio de 2021 firmó con el Hyderabad FC, tras pasar una temporada en la india vuelva al España al CF Sóller, donde al terminar la temporada se retira del fútbol en el verano del 2023.

## Clubes
| Club                       | País           | Año             |
| -------------------------- | -------------- | --------------- |
| R. C. Deportivo Fabril     | España         | 2006-2009       |
| Real Madrid Castilla C. F. | España         | 2009-2011       |
| Fortuna Düsseldorf         | Alemania       | 2011-2013       |
| Újpest F. C.               | Hungría        | 2013-2014       |
| R. C. Recreativo de Huelva | España         | 2014-2015       |
| C. D. Leganés              | España         | 2015-2016       |
| Rayo Oklahoma City         | Estados Unidos | 2016            |
| Bengaluru FC               | India          | 2016-2021       |
| Hyderabad FC               | India          | 2021-Actualidad |

## Palmarés

### Campeonatos nacionales
| Título             | Club         | País  | Año  |
| ------------------ | ------------ | ----- | ---- |
| Superliga de India | Bengaluru FC | India | 2019 |
| Superliga de India | Hyderabad FC | India | 2022 |